# Операция «Flaming Dart»
Операция «Пылающее копьё» («Flaming Dart») — воздушная операция США во время Вьетнамской войны (февраль 1965 года), предпринятая в ответ на акции партизан НФОЮВ против американских военнослужащих в Южном Вьетнаме.

## Проведение
Операция проводилась в два этапа:
- «Flaming Dart I» — проведена 7—8 февраля в ответ на совершённые той же ночью нападения на вертолётную базу Кэмп-Холлоуэй и штаб южновьетнамского II корпуса в Плейку. Удар нанесён самолётами ВМС США и ВВС Южного Вьетнама.
- «Flaming Dart II» — проведена 11 февраля в ответ на взрыв отеля в Куи-Ноне, в котором проживали американские военные советники.

В ходе двух налётов американская и южновьетнамская авиация нанесла удары по военным объектам на юге Северного Вьетнама (в районе Донгхоя и севернее ДМЗ), связанным с подготовкой солдат северовьетнамской армии перед отправкой в Южный Вьетнам.

## Значение
Операция «Пылающее копьё» была вторым случаем бомбардировок американской авиацией Северного Вьетнама с начала войны. В ходе первой операции («Пронзающая стрела») в августе 1964 года был совершён только один авианалёт.
Дату первого удара операции «Пылающее копьё» (7 февраля 1965 года) иногда называют датой начала регулярных бомбардировок Северного Вьетнама, что не соответствует действительности. Удары являлись исключительно акциями возмездия. Кампания регулярных бомбардировок (операция «Раскаты грома») началась только 2 марта того же года.